# Râul Veljul Mare
Râul Veljul Mare este un curs de apă, afluent al canalului Colector Criș. 

## Hărți
- Harta munții Apuseni